# Wachsjacke

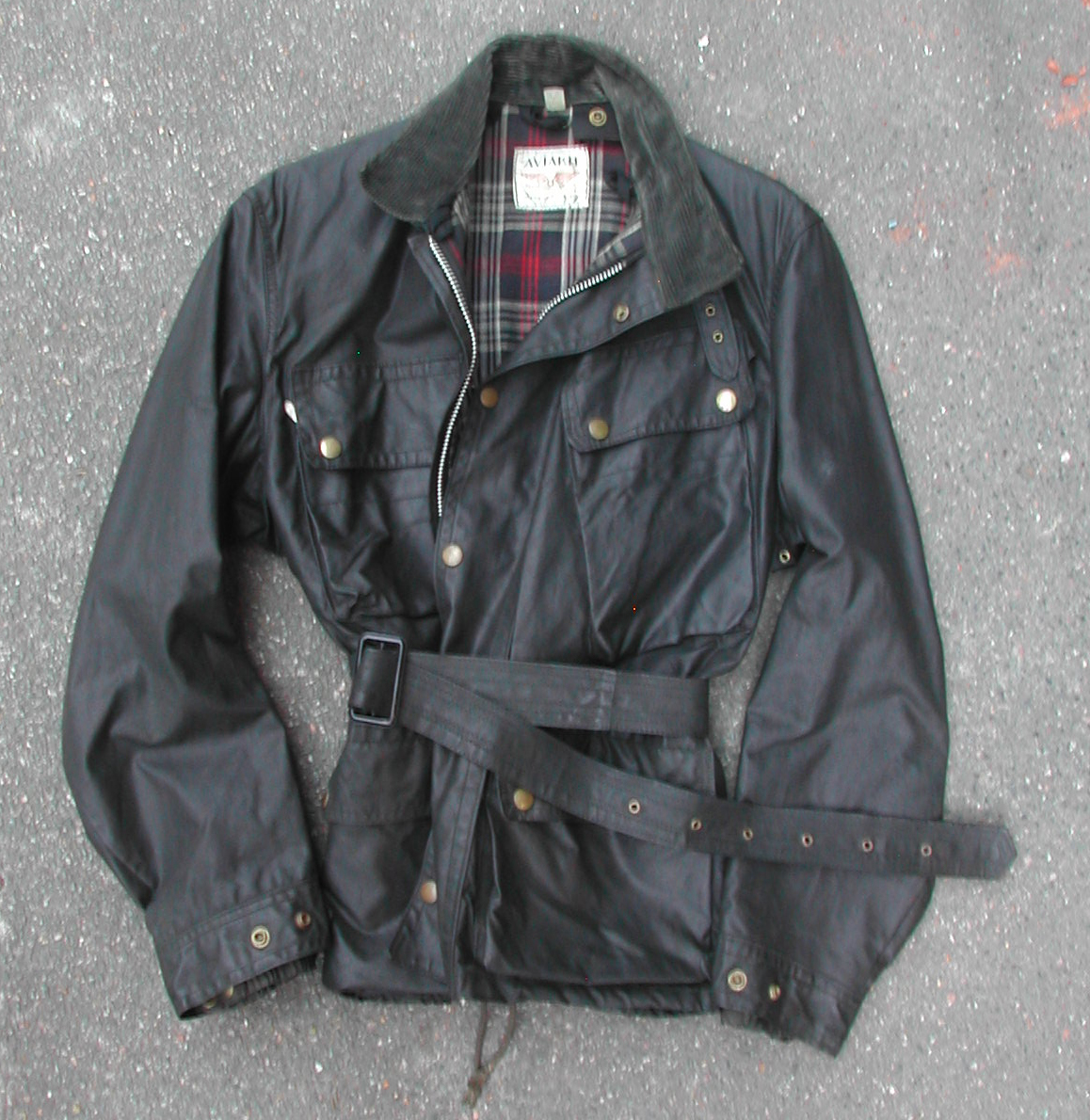
Wachsjacke

Eine Wachsjacke ist eine wetterfeste Jacke aus Baumwoll- oder Baumwollmischgewebe, das mit Wachs und Öl oder mit Wachs allein imprägniert ist. Sie ist in Großbritannien sowie Irland und Australien eine typische Jagd- und Freizeitkleidung. Wachsjacken gibt es in vielen Varianten, etwa zum Angeln, die nur bis knapp unter die Brust reichen, andere Varianten folgen den Erfordernissen der Jagd.
Beliebt waren Wachsjacken – vor allem in der Vergangenheit – auch unter Motorradfahrern, die Namen von Modellen wie Six Days und Trialmaster weisen darauf hin. Unter Liebhabern von klassischen Motorrädern spielen sie auch heute noch eine Rolle.
Die international bekanntesten Hersteller von Wachsjacken sind Barbour und Belstaff; es gibt jedoch zahlreiche weitere Markenhersteller, deren Produkte allerdings meist nicht außerhalb von Großbritannien zu kaufen sind, insbesondere Royal Scot, Musto oder Puffa. Auch in Australien finden sich verschiedene Hersteller, die im Inland produzieren, wie beispielsweise Sunstuff. International sind außerdem eine Reihe von No-Name-Wachsjacken erhältlich.